# Айсштадіон Давос
Айсштадіон Давос (нім. Eisstadion Davos) — льодовий стадіон хокейного клубу «Давос», місце проведення Кубка Шпенглера. Стадіон знаходиться в самому центрі Давосу, один із найстаріших хокейних стадіонів у Європі.

## Історія
На місці нинішньоїго льодового стадіону на початку 20-го століття у 1921 році була відкрита ковзанка, яку заснував ХК «Давос», створений у тому ж році. Борти стадіону, були близько 10 см у висоту та дерев'яними, глядачі сиділи прямо за цим бортом.
На початку 70-х років минулого століття, була зроблена перша спроба реконструкції стадіону, над льодом повинен був з'явитися дах. Для цього, були зведені чотири колони навколо поля. Однак незабаром з'ясовується, що проєкт не може бути реалізований.
1979 рік і нова реконструкція стадіону. ХК «Давос» повертається до Національної ліги А, знову повстало питання про будівництво даху над ареною, це також була одна із умов виступу в НЛА. Проєкт реконструкції був затверджений та реалізований, над льодовою ареною з'явився купол.
Взимку 1980/81, ковзанка була все ще відкрита з усіх боків, в наступному сезоні вона була закрита великими скляними панелями.
У 2005 році була збудована нова сучасна північна трибуна з рестораном «Північна сторона», VIP-кімнатами та секторами для спонсорів. Навіть роздягальні були адаптовані до сучасних стандартів. Місткість стадіону знизилась з 7680 глядачів до 7080 глядачів. Незадовго до Кубка Шпенглера 2006 року був встановлений новий рекламний екран, були збільшенні входи та виходи східної та західної трибуни. 
1 січня 2007 року, арена отримала спонсорську назву виробника опалювальної техніки «Вайлент Арена» (нім. Vaillant Arena).
Після завершення старого спонсорського контракту з групою «Vaillant» у 2018 році ковзанка також мала отримати нове спонсорське ім’я. У 2019 році з фондом Пітера Бузера було підписано контракт на 11,8 млн франків терміном до 2026 року. Однак через розбіжності щодо проведення музичних концертів у рамках Всесвітнього економічного форуму льодовий стадіон не перейменували.
Капітальний ремонт арени розпочався наприкінці сезону 2017–18, щоб оновити більшість трибун та зал. Кількість місць не буде збільшена, а загальна вартість становила близько 27 мільйонів швейцарських франків. Реконструкція розпочалась в 2018 році та завершена до 2021 року.
У січні 2025 року новим спонсором арени стала заснована в Польщі криптовалютна біржа «Zondacrypto».

## Галерея

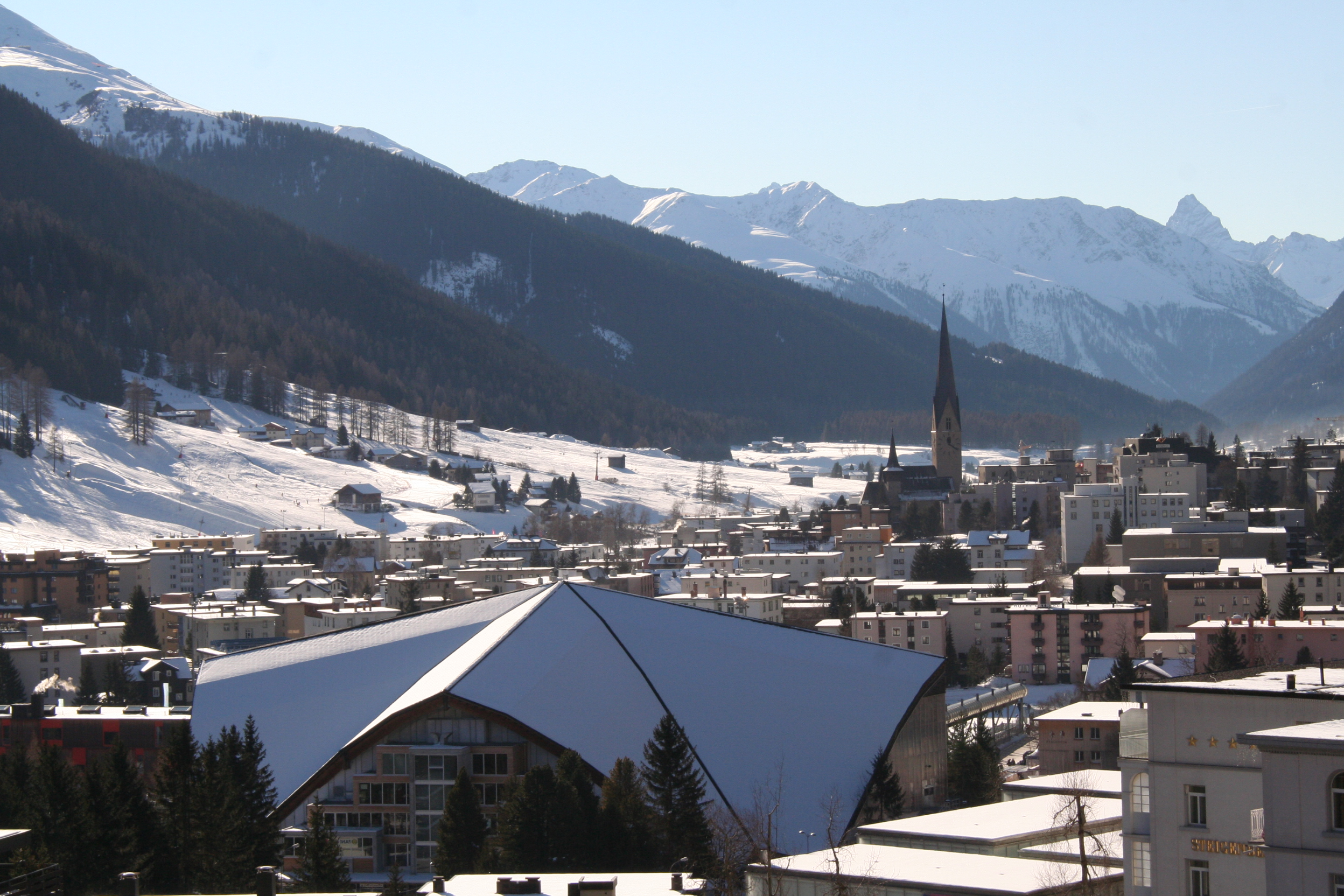
Айсштадіон Давос
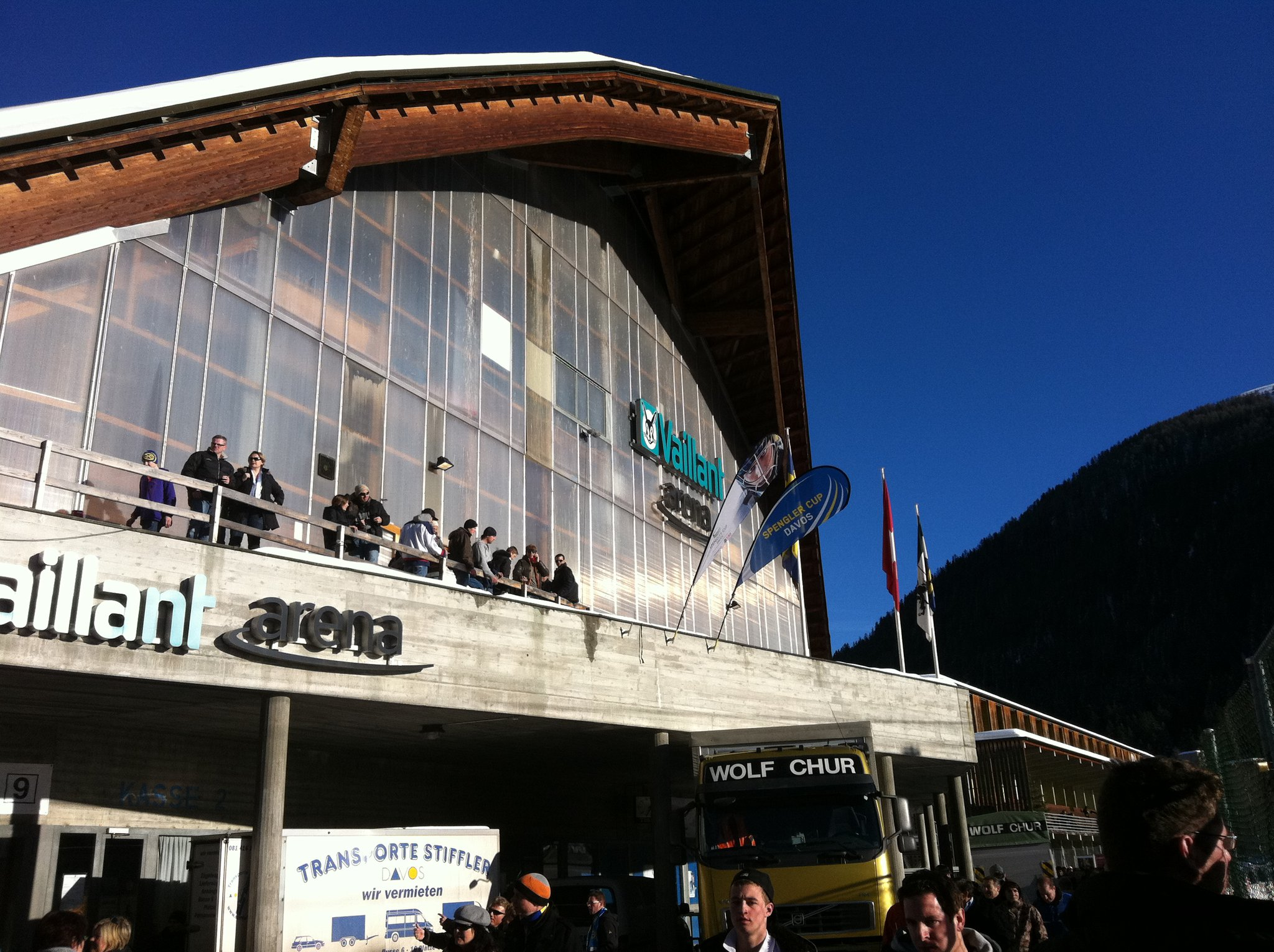
Зовнішній вигляд з Півдня
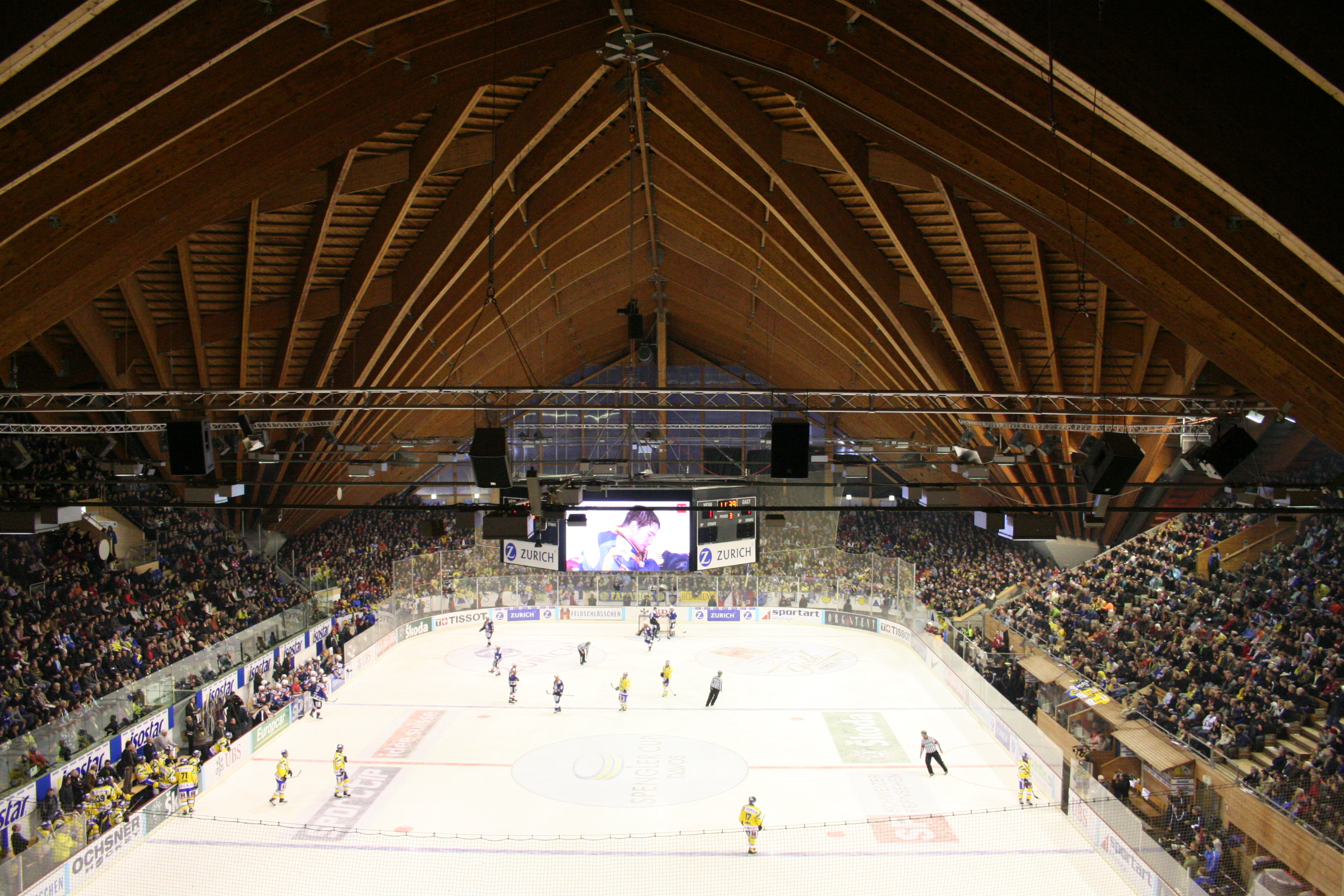
Інтер'єр із західної трибуни
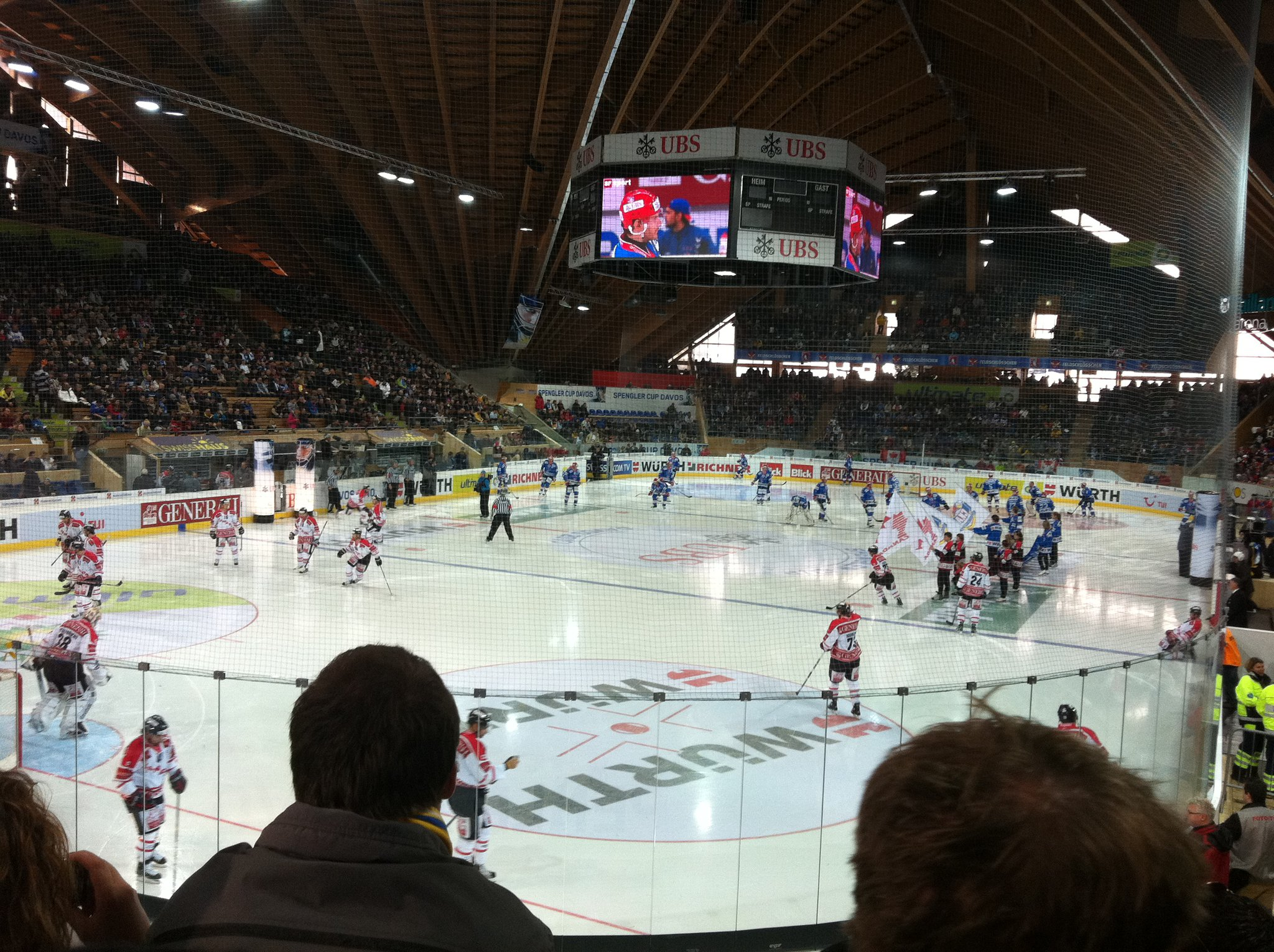
Інтер'єр
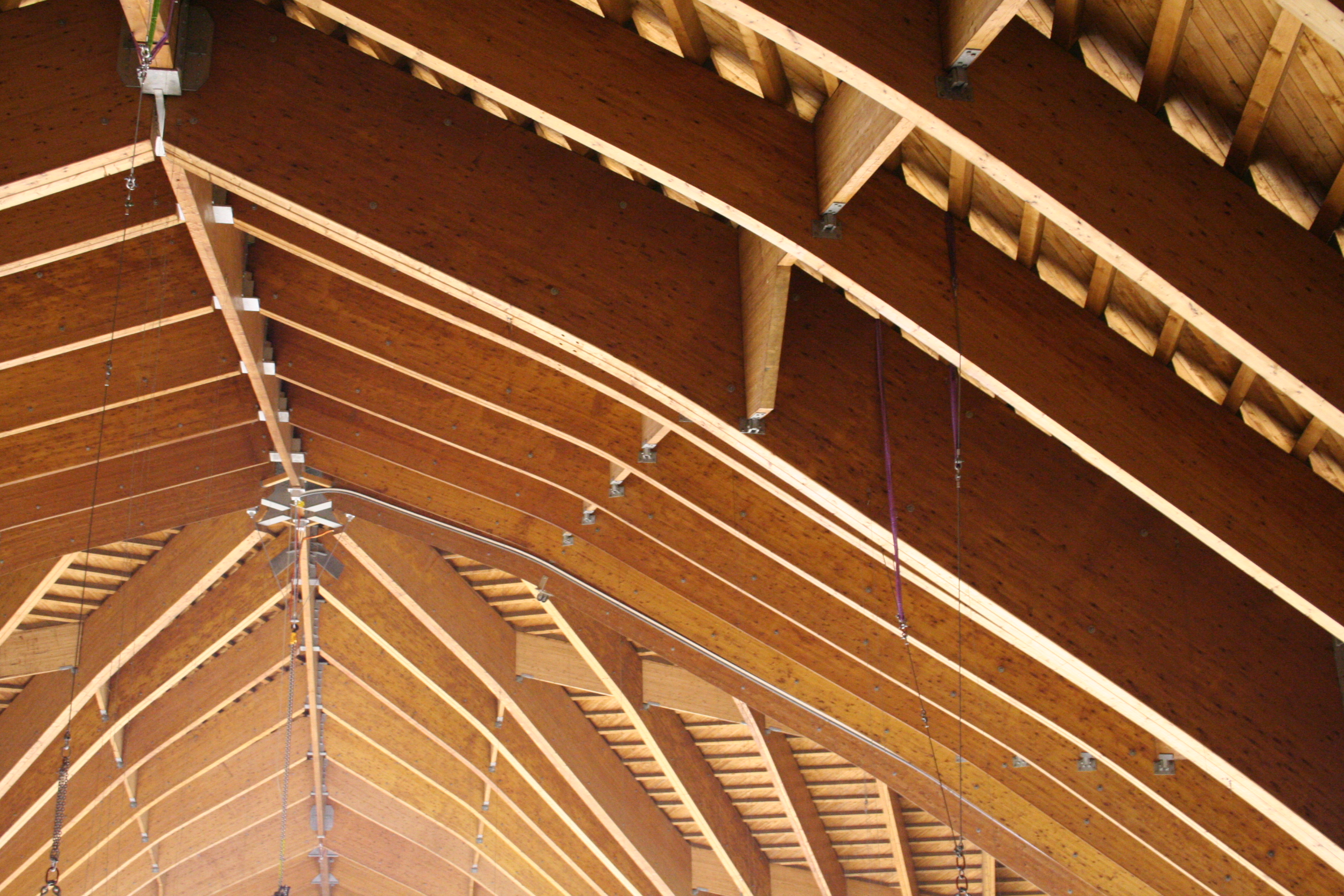
Конструкція даху
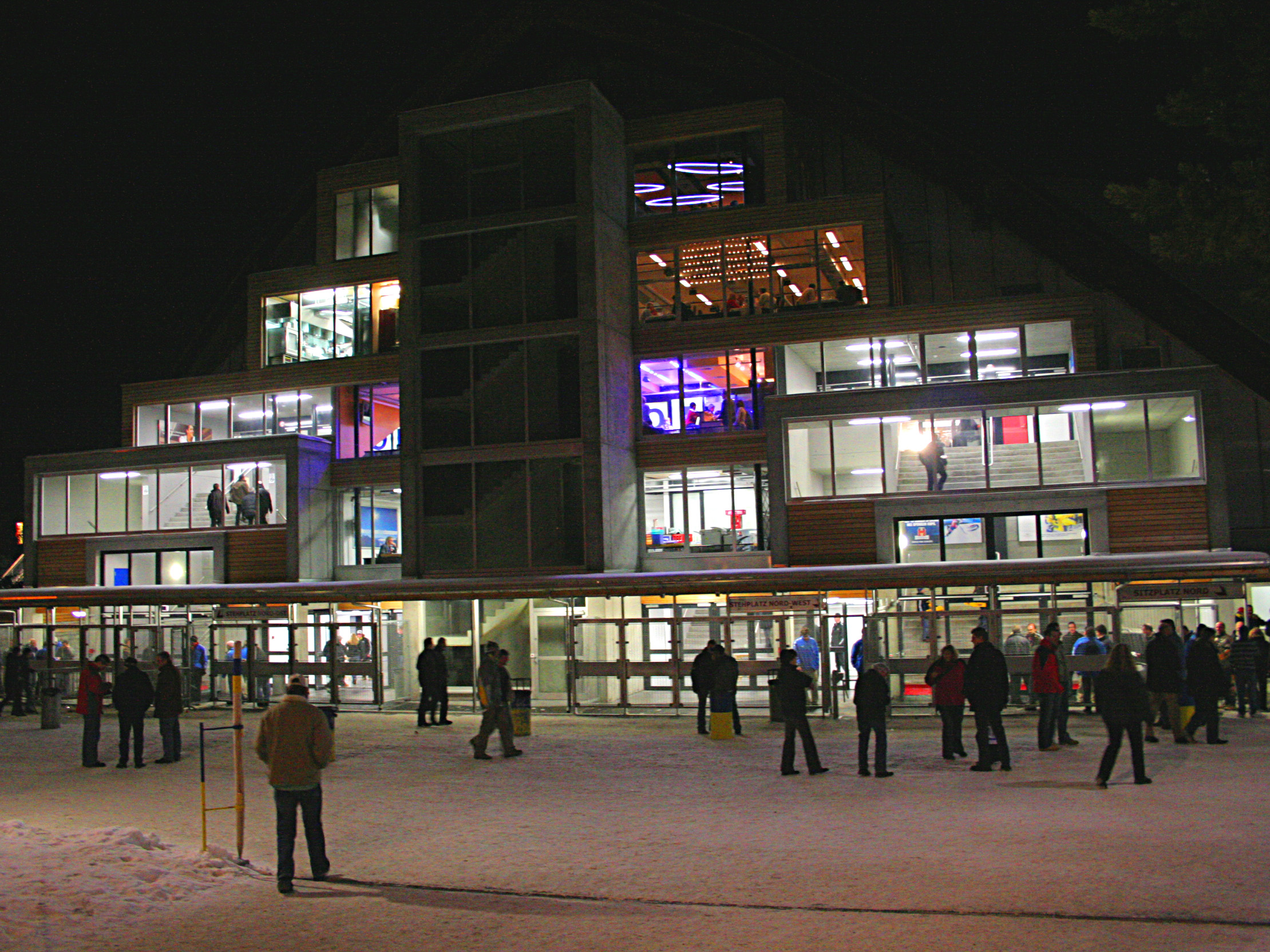
Зовнішній вигляд Північної трибуни